# 阿斯顿·马丁AMR22
阿斯顿·马丁AMR22是2022年一级方程式世界锦标赛阿斯顿·马丁车队的比賽用車。由阿斯顿·马丁车队在安德魯·葛林指導下设计和制造的一级方程式赛车，是阿斯顿·马丁在2022年新技術規則下第一款的一級方程式賽車。，由塞巴斯蒂安·維泰爾和蘭斯·斯托爾駕駛。維泰爾在2022年巴林大獎賽賽前2019冠状病毒病核酸检测呈阳性，因此尼可拉斯·賀根堡將取代他參與賽季開幕戰。 及後的沙特阿拉伯大獎賽塞巴斯蒂安·維泰爾仍然無法趕及出賽，因此他的席位繼續由尼可拉斯·賀根堡接替。沙特阿拉伯国家石油公司將作為新的冠名贊助商。AMR22在2022年巴林大獎賽上首次參賽。

## 賽車塗裝
車手制服的底色仍然是屬於英國賽車的綠色。由於與贊助商BWT結束了合作關係，AMR22與AMR21最明顯的分別在於賽車側面的條紋，從粉紅色變為磷光綠色。阿斯頓·馬丁的標誌也使用磷光綠色。冠名贊助商高知特的標誌印在側箱、尾翼和前翼上，而新的聯合冠名贊助商沙特阿拉伯国家石油公司的標誌則印在引擎蓋、頭翼、引擎罩和尾翼，並採用沙特阿拉伯国家石油公司的綠色和藍色著色。在引擎罩上可見到另一個贊助商“Crypto.com”。 Peroni Libera 0.0的標誌從車頂上移到了側箱。現在在車手編號上方有一條磷光綠色條紋。

## 賽車設計及研發

### 背景
新一代技術規則原定於2021年賽季推出。但是，由於2019冠状病毒病疫情，規則被推遲到至2022年推出。因此，從2020年3月28日至2020年12月31日，所有新一代賽車的開發都暫停了。

### 賽車設計
AMR22是規則變更後設計的第一款賽車，這也是為什麼它是一個完全不同於AMR21的全新賽車。地面效应（文丘里效应）在1983年廢除後重新允许赛车使用，以减小下压力损失及跟车乱流影响。
上賽季，賽車還有引流板，現在有進氣口將空氣帶到賽車底部，頭翼也根據規定進行了簡化。AMR22的前翼由4個元件組成，車頭呈扁平方形，連接第二個元件。頭翼與地板相結合，最初提供的下壓力較小，但更簡單的設計應該有助於賽車更緊密地跟隨。根據規則的要求，機翼的所有元件與端板形成一個單一的表面。尾翼也由連接端板的單個表面組成和水平元素。賽車捨棄複雜的引流板，採用更簡單、更時尚的設計，幫助賽車更緊密地跟隨前車。
方形進氣口的側面有兩個斜切口，側箱一直延伸到車尾，這是一個相當寬的側箱。在賽車底部和側箱之間形成空氣通道，散熱器處於空氣通道中。每側側箱上方都有冷卻口。突起的引擎蓋與車隊之前的賽車相似，也是屬於梅賽德斯引擎的形狀。尾翼的尺寸減小了。AMR22還安裝了法規要求的18英寸輪轂，配備輪罩。

## 賽季記錄

### 季前
阿斯顿·马丁AMR22於2022年2月11日在銀石賽道正式亮相，維泰爾和斯托爾在當天完成了首次試車。賽車於2月23日至2月25日參加了在巴塞罗那-加泰罗尼亚赛道進行2022年一級方程式季前測試第一回合。在三個測試日內，賽車完成了296圈；總共1,384（860英里），相當於接近4.5個大獎賽比賽距離。賽車隨後於3月10日至3月12日參加了在巴林国际赛道進行的第二回合季前測試。在三個測試日內，賽車完成了304圈；總共1,645（1,022英里），相當於5.4個大獎賽比賽距離。兩項測試都表明，賽車擁有良好可靠性，賽車速度較慢的原因是產生了嚴重的海豚跳效應（由於地面效應導致賽車產生共振，使汽車快速上下跳動），同時尾翼也帶來很多的阻力。性能總監湯姆·麥卡洛表示，車隊已經在風洞中研究AMR22的另一版本，希望能研發一輛更快的賽車，讓他們能重返中游。

### 賽季首五站
塞巴斯蒂安·維泰爾在2022年巴林大獎賽賽前2019冠状病毒病核酸检测呈阳性，因此尼可拉斯·賀根堡將取代他參與賽季開幕戰。兩位車手在自由練習中表現平平，賽車仍然產生嚴重的海豚跳效應。賀根堡表示這對他來說是積極的一天，每次練習都能讓他對賽車感覺越來越舒服，總是有更多的空間。他也表示這個週末將是一個很好的挑戰。斯托爾表示本週末圍場確實令人興奮，但有很多的東西要適應，所以每一圈都很有價值。他對賽車的整體進步感到滿意，也對賀根堡適應賽車的速度感到滿意。賀根堡和斯托爾分別在排位賽獲得第十七位和第十九名。技術總監安德魯·葛林表示，爲了克服海豚跳效應的問題，車隊需要在賽車上以提高底板高度來減低下壓力，這使賽車每圈損失高達0.75秒。在比賽中，兩位車手在起步后都保持位置。斯托爾在比賽早段迫使蘭多·諾里斯離開賽道，但賽會認爲這是意外而沒有對斯托爾做出判罰。最後賀根堡以第十七位完賽，斯托爾則以第十二位完賽。賀根堡說在不斷變化的燃料負荷下管理輪胎和駕駛並不容易。賽車的平衡也發生了很大的變化。斯托爾表示很遺憾他未能拿到積分，他對比賽結果感到樂觀，并認爲在下場比賽還有很多東西要學習，保持賽車溫度正常和管理這些新輪胎也是挑戰。結果使阿斯顿·马丁在車隊積分榜中排在第七位，沒有分數。賀根堡排名第十七，斯托爾在車手積分榜排名第十二。
塞巴斯蒂安·維泰爾因為2019冠状病毒病核酸检测呈阳性而缺席上站巴林大獎賽後，事隔一星期仍然未獲得呈陰性報告。因此將繼續交由預備車手尼可拉斯·賀根堡代替他出席沙特阿拉伯大獎賽。賽車沒有進行任何升級。賀根堡排位賽獲得第18位，斯托爾排在第15位，並因其他車手遭罰退而升至第13位起步。賀根堡以第十二名完賽。
斯托爾在比賽末段與亞歷山大·阿爾本發生碰撞，後者賽後遭判罰在澳大利亞大獎賽罰退三個發車位。斯托爾最後以第十三名完賽。
賀根堡認爲倘若安全車出現的時機再好一點，他甚至可以得分。
澳大利亞大獎賽對於車隊來說是一場災難。維泰爾在第一節練習中因引擎起火而提早結束練習，更因引擎故障而錯過第二節練習。車隊技師熬夜維修引擎，但兩輛阿斯顿·马丁賽車卻在排位賽開始前兩小時的第三節練習中撞牆，車隊技師需要在兩小時內把賽車修好。幸運的是，車隊技師成功把斯托爾的賽車修好，但斯托爾卻在第一階段排位賽中與尼古拉斯·拉提菲發生嚴重碰撞事故，因此遭罰退三位。由於斯托爾並未在排位賽中做出時間，因此以上對他作出的判罰並沒有產生影響。其後因為亞歷山大·阿爾本在排位賽後檢查期間無法從他的賽車中提取規則所需的一公升燃油樣本而被賽會取消排位賽成績，所以斯托爾會從第十九位起步。斯托爾的事故為車隊技師爭取了額外時間以維修維泰爾的賽車，因此維泰爾也能夠參與排位賽，並獲得第十七名。
到了正賽的第二十二圈，維泰爾在四號彎出彎處失去控制並撞牆，遺憾退賽。斯托爾因在直道上多次轉向移動而被罰5秒加時懲處。儘管如此，他還能以第十二位完賽，稱得上是阿斯顿·马丁在澳洲站唯一的喜訊。因為威廉姆斯車手亚历山大·阿尔本在澳洲站成功取得一分，阿斯顿·马丁在車隊積分榜跌至第十名。
如果澳大利亞大獎賽對於車隊來說是一場災難，那麼艾米利亞-羅馬涅大獎賽對於車隊來說就是“谷底反彈”。維泰爾和斯托爾分別在排位賽獲得第九位和第十五名，這是阿斯顿·马丁在本賽季首次晉級第三階段排位賽。維泰爾和斯托爾分別以第十三位和第十五名完成衝刺賽。在正賽中，兩位車手都憑著好的起步、其他車手的退賽和提早進站更換乾胎而提升不小位置。最終維泰爾和斯托爾分別以第八位和第十名完成比賽，這是阿斯顿·马丁在本賽季首次得分，也是繼2021年卡塔爾大獎賽後首次車隊兩位車手都在積分區位置完賽。結果使阿斯顿·马丁在車隊積分榜中超越威廉姆斯，升上第九位。維泰爾表示，他們能在其他速度更快的賽車前面完賽讓他感到難以自信，兩位車手都在積分區位置完賽對車隊來說更加是“一場美夢”。
賽車在邁阿密大獎賽繼續有好的表現。斯托爾和維泰爾在排位賽中分別得到了第十及第十三名，但賽前由於他們的賽車燃油溫度過低，因此需要在維修區起跑。在正賽中，維泰爾和斯托爾一直徘徊在積分區邊緣。第五十四圈，維泰爾與米克·舒马赫發生碰撞，維泰爾賽車受損而需要退賽，舒马赫也需要進站更換前翼。斯托爾原本以第十二名完賽，但因為丹尼尔·里卡多和费尔南多·阿隆索的加時懲罰，斯托爾得以升上第十名。

## 完整一級方程式參賽成績
(賽果底色示意列表)

粗體－桿位 斜體－最快圈速 * – 賽季進行中 1 2 3 4 5 6 7 8 – 衝刺賽積分名次

† –  車手未完成賽事，但已完成90%的原定賽程，因而有排名 

‡ –  由於未完成預定距離的75％，因此該場比賽只能獲得一半積分 

| 年份   | 底盤            | 動力單元（Power unit）              | 輪胎 | 車號 | 車手              | 大獎賽 | 大獎賽 | 大獎賽 | 大獎賽              | 大獎賽 | 大獎賽 | 大獎賽 | 大獎賽   | 大獎賽 | 大獎賽 | 大獎賽 | 大獎賽 | 大獎賽 | 大獎賽 | 大獎賽 | 大獎賽 | 大獎賽 | 大獎賽 | 大獎賽 | 大獎賽 | 大獎賽 | 大獎賽 | 積分 | 名次 |
| 年份   | 底盤            | 動力單元（Power unit）              | 輪胎 | 車號 | 車手              | 巴     | 沙     | 澳     | 艾米利亚-罗马涅大区 | 邁     | 西     | 摩     | 阿塞拜疆 | 加     | 英     | 奧     | 法     | 匈     | 比     | 荷     | 義大利 | 新     | 日     | 美     | 墨     | 聖     | 阿布   | 積分 | 名次 |
| ------ | --------------- | ----------------------------------- | ---- | ---- | ----------------- | ------ | ------ | ------ | ------------------- | ------ | ------ | ------ | -------- | ------ | ------ | ------ | ------ | ------ | ------ | ------ | ------ | ------ | ------ | ------ | ------ | ------ | ------ | ---- | ---- |
| 2022年 | 阿斯顿·马丁车队 | 梅賽德斯F1 M13 EQ Power+ 1.6公升V6t | P    |      |                   |        |        |        |                     |        |        |        |          |        |        |        |        |        |        |        |        |        |        |        |        |        |        |      |      |
| 2022年 | 阿斯顿·马丁车队 | 梅賽德斯F1 M13 EQ Power+ 1.6公升V6t | P    | 5    | 塞巴斯蒂安·維泰爾 | WD     | WD     | Ret    | 8                   | 17†    | 11     | 10     | 6        | 12     | 9      | 17     | 11     | 10     | 8      | 14     | Ret    | 8      | 6      | 8      | 14     | 11     | 10     | 55   | 第7  |
| 2022年 | 阿斯顿·马丁车队 | 梅賽德斯F1 M13 EQ Power+ 1.6公升V6t | P    | 18   | 蘭斯·斯托爾       | 12     | 13     | 12     | 10                  | 10     | 15     | 14     | 16†      | 10     | 11     | 13     | 10     | 11     | 11     | 10     | Ret    | 6      | 12     | Ret    | 15     | 10     | 8      | 55   | 第7  |
| 2022年 | 阿斯顿·马丁车队 | 梅賽德斯F1 M13 EQ Power+ 1.6公升V6t | P    | 27   | 尼可·賀根堡       | 17     | 12     |        |                     |        |        |        |          |        |        |        |        |        |        |        |        |        |        |        |        |        |        | 55   | 第7  |
| 來源:  |                 |                                     |      |      |                   |        |        |        |                     |        |        |        |          |        |        |        |        |        |        |        |        |        |        |        |        |        |        |      |      |

## 外部鏈接
- 官方網站 （页面存档备份，存于）